# قاع القيضي (أمانة العاصمة)

تعديل مصدري - تعديل

قاع القيضي هي إحدى قرى مديرية ضواحي الأمانة سنحان وبني بهلول التابعة لمحافظة أمانة العاصمة صنعاء اليمنية ، بلغ تعداد سكانها 6699 نسمة حسب الإحصاء الذي أجري عام 2004.